# 南埔三十人公廟
南埔三十人公廟，或作後寮三十人公廟，簡稱南埔廟、三十人公廟，清代志書《澎湖廳志》作北山義塚，台灣澎湖縣白沙鄉後寮村、瓦硐村交界海邊的陰廟。

## 沿革
澎湖縣白沙島昔時稱作「北山嶼」，而關於南埔三十人公廟最早的中文文獻見載光緒年間林豪編撰的《澎湖廳志》，但記述文字不多，僅寥寥提及此處為「北山義塚」，海中若有無主的遺體漂流至附近海灘（鴨母嘴），皆集中埋葬於此，又此處舊稱「長岸社」，但清領時期晚期被併入「後寮社」，延續迄今。
台灣日據時期明治34年（1901年）元月9日，日本人類學家伊能嘉矩來白沙島踏查，因後寮鄉紳葉雲梯嚮導故，伊能嘉矩便在此留下採集的文獻紀錄，時載「三十六人坎墓」。根據伊能嘉矩採錄當地居民說法，此墓肇因於清末康熙年間有一海賊船行經澎湖海域遭風雨襲擊，船上三十六名船員不幸罹難，其屍體被漂流至附近海濱，村民便分作兩處土墳安葬，西墓埋三十人、東墳埋六人，爾後相傳靈異事蹟不絕，村民乃奉為有應公祭祀不斷。
而根據伊能嘉矩拜訪的紀錄，在明治34年（1901年）間仍是「義塚」的形式，一般咸信為1901年之後才改建，確切時間不詳，在二戰之後已然興建，時稱「南埔廟」。根據當地建廟傳聞，後寮村民以「東墓六人鬼鬼祟祟、危害地方」，所以被後寮威靈宮的神明顯靈而收伏、從此消聲滅跡，所以立廟僅以「西墓三十人」為祭祀對象，故又作「三十人公廟」。
惟民國49年（1960年），河北籍李紹章主編的《澎湖縣誌． 開拓志》中，針對天啟二年（1622年）間荷蘭東印度公司佔領澎湖，大書澎湖居民抗荷事蹟。民國61年（1972年）間，陳知青於《澎湖史話（上集）》一書，更進一步將原南埔廟三十六名無主孤魂闡述作力抗荷蘭東印度公司侵占澎湖而殉難的英魂。民國68年（1979年），澎湖縣政府採信「虎井嶼36名居民英勇抗荷」之說法，樹立建廟沿革碑文於廟內。
民國56年（1967年），後寮村民許揚德敬獻「三軍用命殉邦國」、「 十世尊神建廟堂」之對聯。民國59年（1970年），時任屏東縣議員許謀出資重修南埔三十人公廟、民國62年（1973年）間，中華汽車遊覽公司遊覽車行經廟前，險遭翻車，所幸最後化險為夷，經理王祖亨又捐資重新改建廟宇。民國86年（1997），高雄獅子會會長林樹蘭有敬獻石桌的紀錄。
民國106年（2017年），南埔三十人公廟再度重建，5月27日舉辦入火落成典禮，即為今貌。

## 抗荷碑文訛誤
南埔三十人公廟所在的後寮聚落，最早移民歷史僅可追溯至明季崇禎（1628年—1644年）末年，立廟碑文沿革卻記述天啟二年（1622年）間，荷蘭東印度公司攻佔風櫃尾築城之往事，兩者至少相距十餘年，與史實明顯悖離；又，天啟年間荷蘭東印度公司佔據澎湖時，澎湖早因明初朱元璋厲行「墟地徙民」海禁政策，在明朝末年之前幾無居民、僅有零星遊兵汛守:18-30；且荷蘭艦隊指揮官雷爾生最初抵達澎湖時，和明朝汛守澎湖的船隻亦無交戰的紀錄:107-108，遑論手無寸鐵的平民百姓挺身抗荷。
而根據《巴達維亞日記》記載，1661年間（南明永曆15年、大清順治18年）時逢鄭成功兵發台灣，圍攻荷蘭東印度公司所在的熱蘭遮城。荷蘭東印度公司位於巴達維亞總部派遣 Jacob Caeuw 率艦馳援，9月30日登陸澎湖島，企圖搜刮島上牛、羊、豬隻等來補給糧食，卻不慎遭遇三、四十位中國海盜攻擊，造成三十六名船員死亡。台灣學者許玉河表示，若《巴達維亞日記》記載屬實，南埔廟所供奉的三十六名無名屍，極有可能是荷蘭船員，而非來自虎井嶼抵抗外侮的民族英雄。

## 圖輯

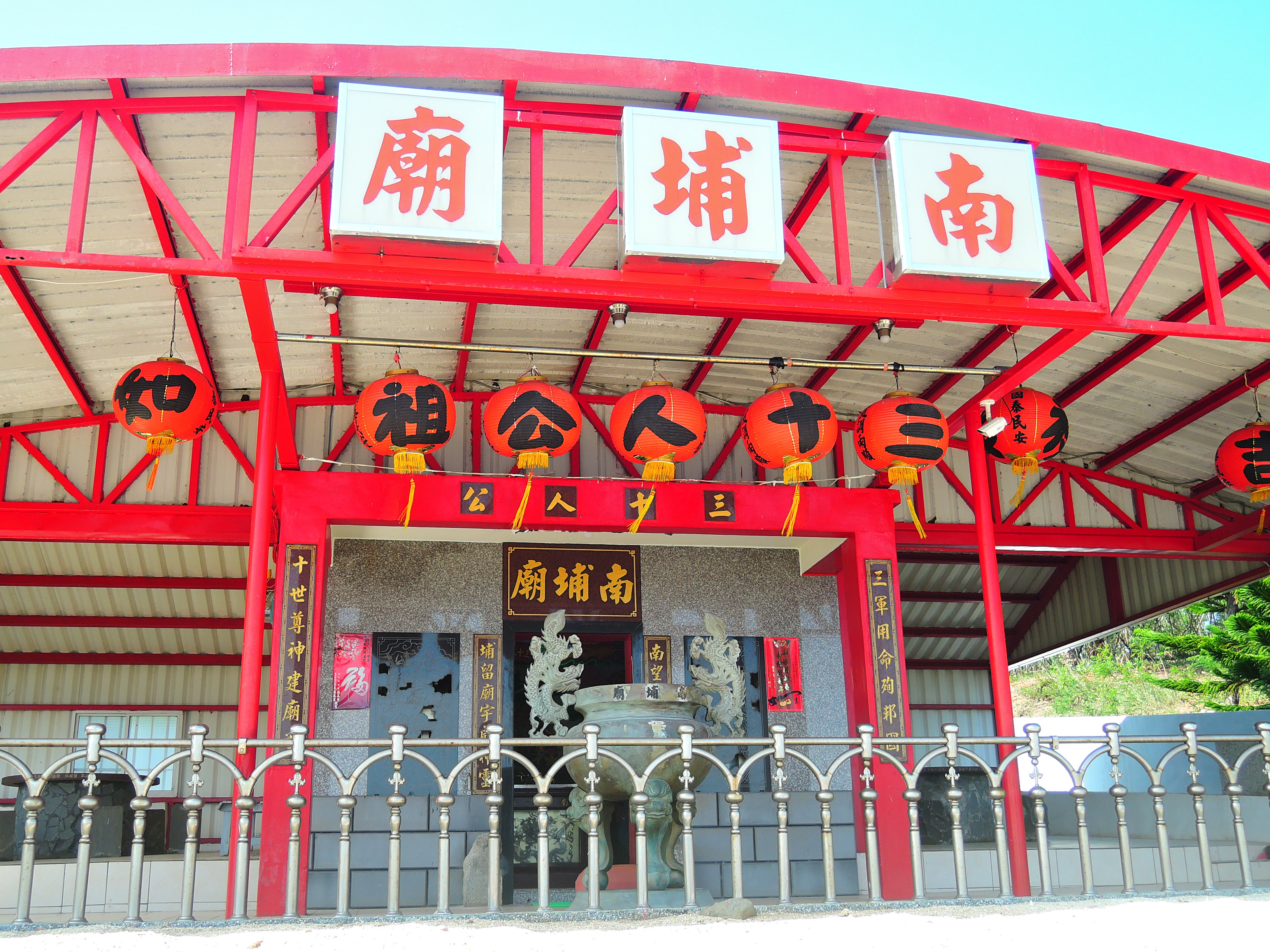
廟名牌
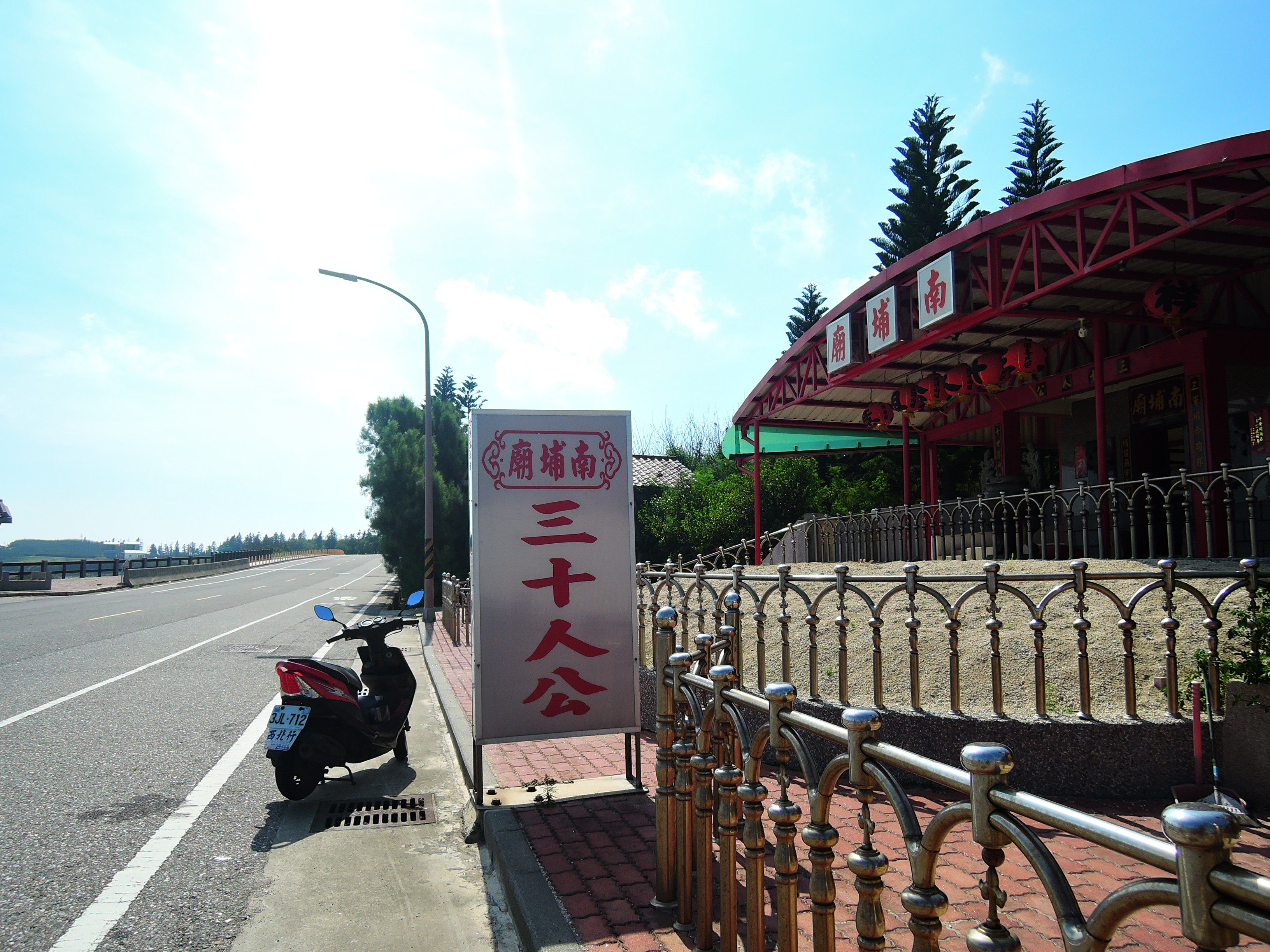
澎8-1鄉道一景
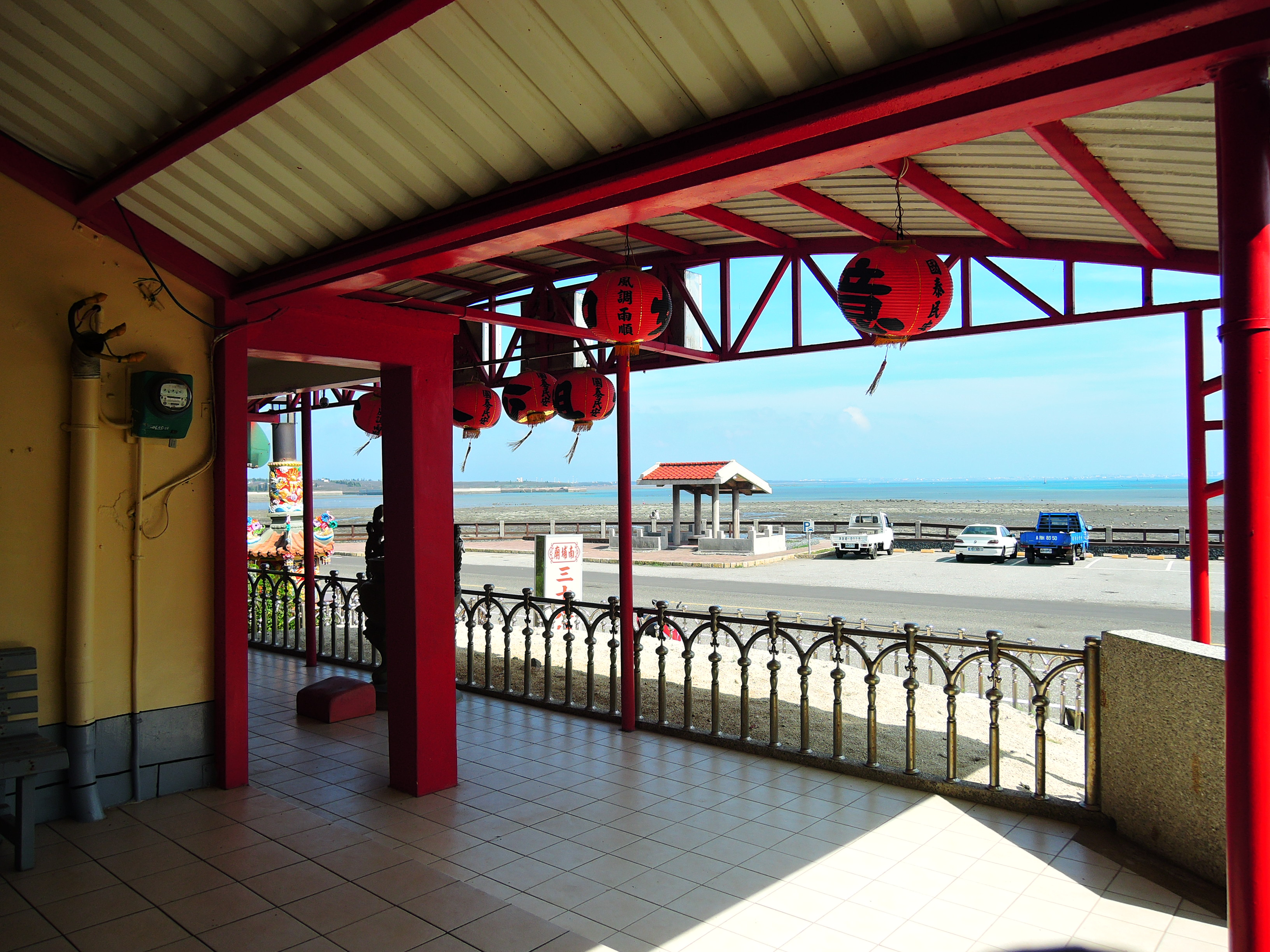
廟埕、潮間帶
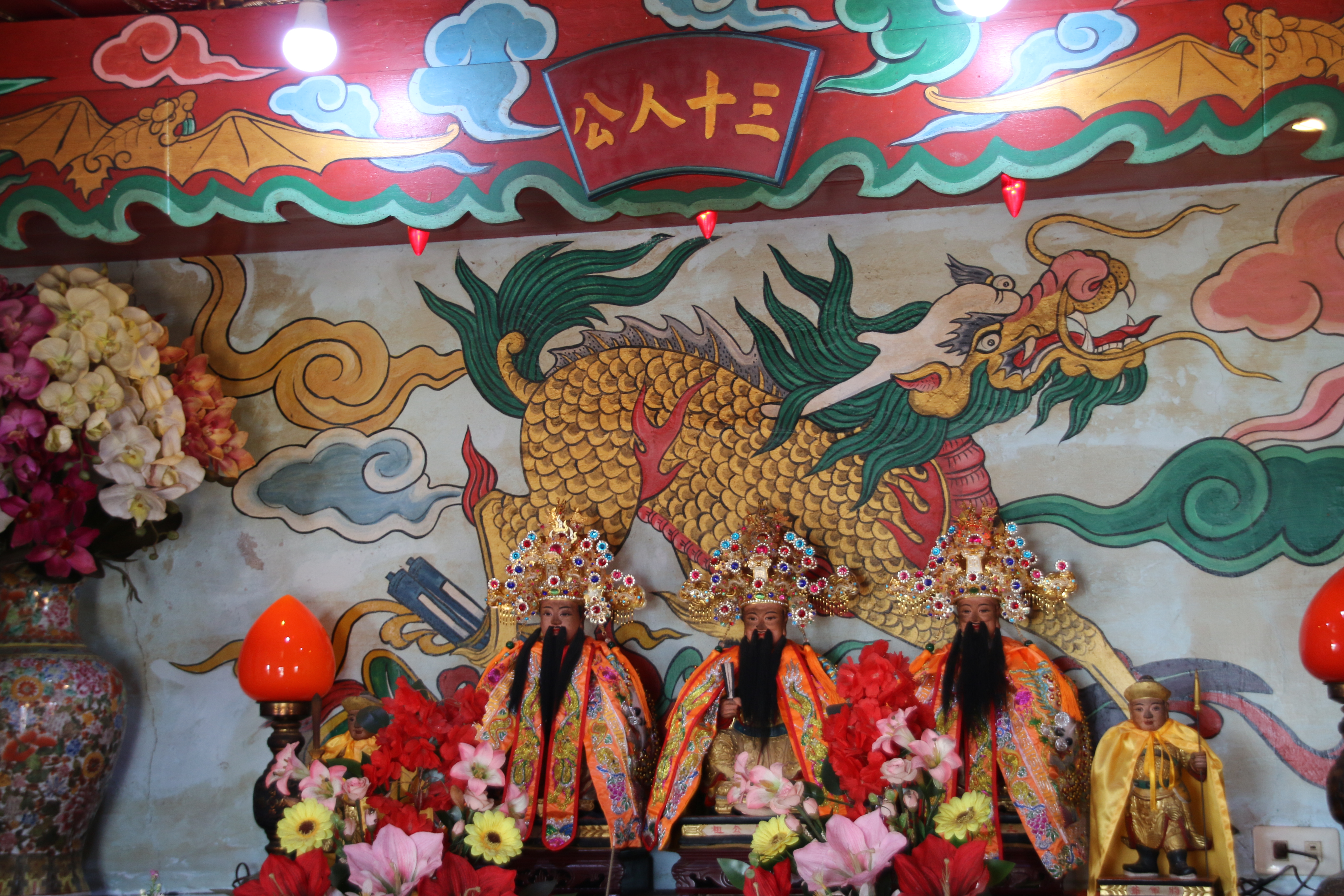
三十人公像
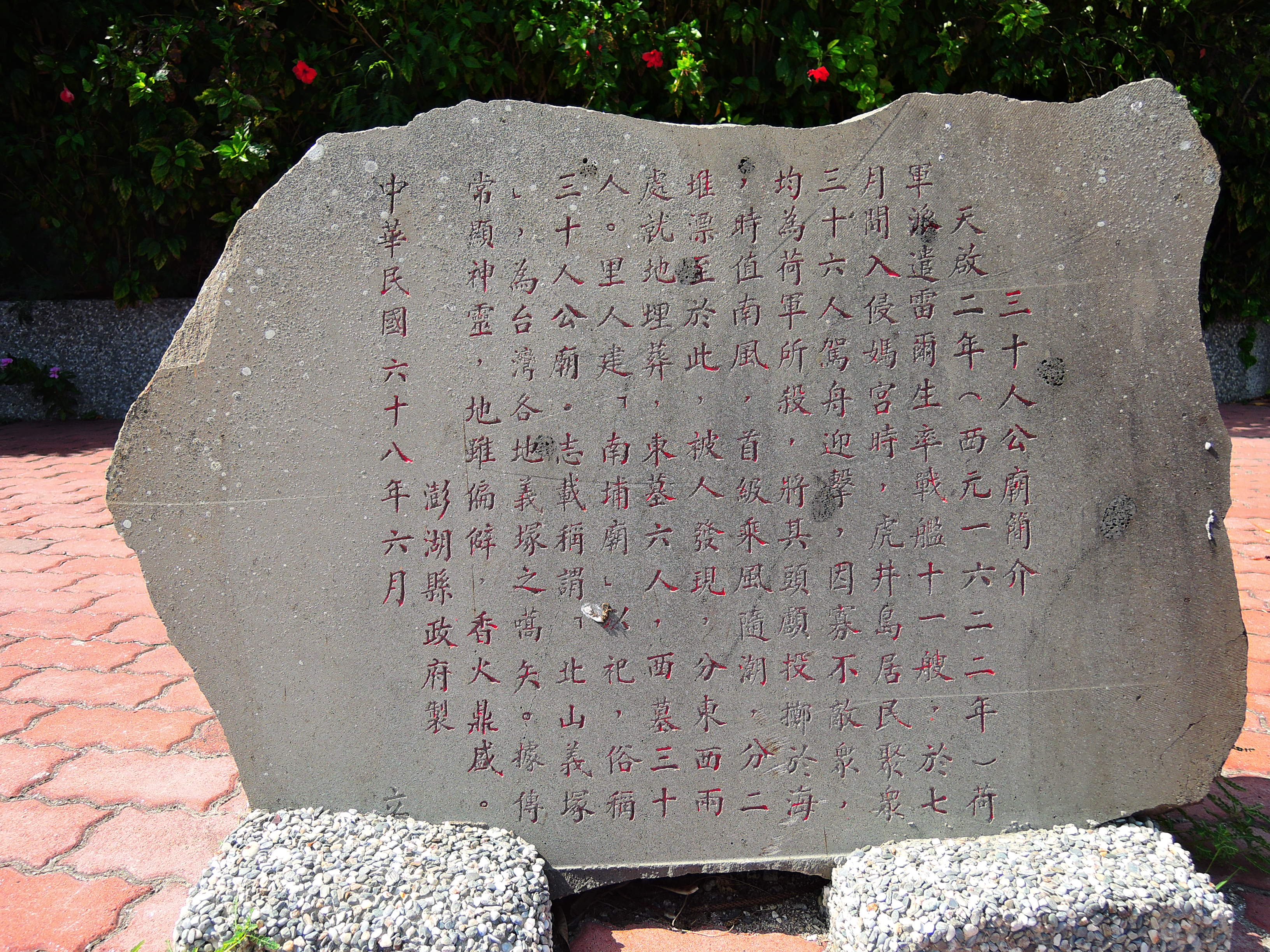
訛誤碑文（1979年）